# Енджі Бланд
Енджі Бланд (Angie Bland; 26 квітня 1984, Галле, провінція Антверпен, Бельгія) — бельгійська волейболістка, центральна блокуюча. Бронзова призерка континентальної першості і віцечемпіонка Європейської ліги 2013 року. У складі національної збірної провела 64 матчі.

## Із біографії
У липні 2013 року грала у фіналі Європейської волейбольної ліги. У вирішальному матчі бельгійська збірна поступилася німкеням з рахунком 2:3. На турнірі провела 14 матчів, 51 сет і набрала 115 очок (17 місце).
У вересні бельгійки брали участь у фінальній частині чемпіонаті Європи. У групі впевнено подолали Швейцарію, Францію, Італію, а на першій стадії плейоф — знову француженок. У півфіналі жереб звів з Німеччиною і знову команда Бланд зазнала поразки. У матчі за третє місце були сильнішими за збірну Сербії. На крнтинентальній першості провела 4 матчі, 8 сетів і набрала 19 очок.

## Клуби
| Роки      | Команди                 |
| --------- | ----------------------- |
| до 2001   | «Говок Гуїк»            |
| 2001-2003 | «Гент»                  |
| 2003-2006 | «Шарлеруа»              |
| 2006-2007 | «Клуб 15-15»            |
| 2007-2008 | «Альтамура»             |
| 2008-2009 | «Міневра» (Павія)       |
| 2009-2010 | «Кеніц»                 |
| 2010-2011 | «Штутгарт»              |
| 2011-2012 | «Хімік» (Южне)          |
| 2012-2013 | «Алеманія» (Аахен)      |
| 2013-2016 | «Нант»                  |
| 2016-2017 | «Мюлуз»                 |
| 2017-2018 | «Расінг» (Канни)        |
| 2018-2019 | «Стад Франсе» (Сен-Клу) |
| 2019-2020 | «Гермес» (Остенде)      |

## Нагороди

### Національна збірна
- Чемпіонат Європи
  - Третє місце : 2013 .
- Ліга Європи
  - Фіналіст : 2013 .

### Клуби
- Кубок Німеччини
  - Переможець : 2011 .
- Чемпіонат Франції
  - Фіналіст : 2014, 2018 .
- Кубок Франції
  - Переможець : 2018 .
  - Фіналіст : 2014, 2016 .
- Суперкубок Бельгії
  - Фіналіст : 2019 .
- Кубок Бельгії
  - Переможець: 2020 .